# Bloom 06
I Bloom 06 sono stati un gruppo italiano di musica dance, formatosi nel mese di giugno del 2006, e composto da Maurizio Lobina e Gianfranco Randone, meglio noti come Maury e Jeffrey degli Eiffel 65; il gruppo ha sospeso l'attività a giugno del 2010, quando Maury e Jeffrey, insieme al dj Gabry Ponte, hanno fatto rinascere gli Eiffel 65.

## Storia

### L'ultimo periodo negli Eiffel 65
Correva l'autunno del 2004, quando Maury e Jeffrey decidono di mettersi al lavoro su quello che sarebbe dovuto diventare il quarto capitolo della storia degli Eiffel 65. Per ragioni di natura artistica, professionale e personale, scelgono di non svolgere questa attività, come di prassi, nei locali della Bliss Corporation, bensì in due nuovi studi allestiti per l'occasione nella periferia dell'Astigiano. Prendono dunque vita nuove collaborazioni e si fanno strada recondite influenze musicali, relegate al ruolo di comparsa nei precedenti capitoli della band. Risultano particolarmente incisivi per il rinnovamento del sound gli innesti del basso elettrico e delle chitarre. Sperimentazione e anti-convenzionalità contrassegnano due anni di giornate trascorse in studio, condite da session protratte spesso fino a tarda notte, finché il prodotto inizia a delinearsi più chiaramente, obbligando i due artisti a una sorta di bivio tanto professionale quanto personale. Sorge infatti il dubbio che, conseguentemente alla evidente rivoluzione compositiva, pubblicare, in veste di Eiffel 65, un album dalle sonorità così atipiche rispetto al target del gruppo, sia poco sincero e coerente nei confronti dei propri fan. Maury e Jeffrey decidono quindi di comune accordo di lasciare il gruppo, assumendosi i probabili rischi scaturibili dall'abbandono di un marchio già commercialmente affermato sulla scena italiana ed internazionale, e protagonista di numerosi record di vendite e soddisfazioni personali (vedi Eiffel 65). Un'ulteriore sfida è rappresentata dalla coesitenza di pezzi bilingue (italiano ed inglese) nello stesso contesto, venutasi a creare dalla volontà di rispettare la natura di ogni singola canzone, lasciandola nel proprio idioma di partenza, senza inerpicarsi in traduzioni forzate.

### La nascita dei Bloom 06
Attraverso un comunicato pubblicato su un nuovo dominio web e diffuso ai maggiori organi di informazione in ambito musicale, Maury e Jeffrey dichiarano il 15 giugno 2005 di aver riposto definitivamente i panni degli Eiffel 65 per dare vita a una nuova realtà musicale, sotto il nome di Bloom 06. Contemporaneamente viene inoltre annunciata la nascita dell'etichetta Blue Boys.
(Bloom 06, comunicato ufficiale)
Spiegano in seguito, durante alcune interviste radiofoniche, che il nome del gruppo, scelto durante un tragitto in auto, significa letteralmente sbocciare nel 2006, in quanto unione del verbo inglese to bloom e dell'anno di fondazione del gruppo, simboleggiando dunque la propria rinascita artistica sotto altre spoglie.

### Il singolo d'esordio
Il 1º settembre 2006 i Bloom 06 esordiscono in radio con "In the city", la quale altro non è che la rivisitazione con l'aggiunta del vocal di "Living in my city", brano strumentale composto ai tempi degli Eiffel 65 su commissione della fondazione Atrium nell'ambito di un progetto per la riqualificazione di alcune aree di Torino in vista delle Giochi olimpici invernali del 2006. La scelta di questo brano come primo singolo si concilia con l'intento di trovare un anello di congiunzione col passato e con l'esigenza di introdurre gradualmente le nuove sonorità. Inizialmente il brano è disponibile solo in formato digitale, per poi uscire anche nei negozi, in formato CD, l'8 dicembre 2006.
Il videoclip è affidato alla regia di Mauro Vecchi  per Filmaster, e prevede l'utilizzo di flycam, ovvero telecamere grandangolate montate su elicotterini. Questa tecnica richiede l'azione sincronizzata di diverse figure professionali, coordinate delle direttive del regista: chi pilota il mezzo in volo, chi manovra la telecamera, chi sta attento alle trasmissioni radio tra gli oggetti, chi guarda cosa succede nell'inquadratura. Il risultato, applicato al soggetto del brano, consiste in una sorta di occhio volante che scruta disincantato le scene di ordinaria follia di una città, su cui vegliano, come presenze invisibili, due angeli neri, impersonati dagli stessi Maury e Jeffrey. Le flycam concedono la possibilità di girare ampie panoramiche in periferia così come l'effetto-spia delle telecamere a circuito chiuso, che ben si addice all'idea dei frammenti rubati alla vita quotidiana. L'inizio e la fine del videoclip ritraggono parchi e strade di campagna, al fine di evidenziarne il netto contrasto con la frenesia dei grandi centri urbani. Le riprese hanno luogo a Torino, verso la fine di luglio 2006.

### Crash Test 01
Dopo l'upload di alcune brevi anteprime su Myspace, il 13 ottobre 2006 esce nei negozi di dischi l'album di debutto dei Bloom 06, intitolato Crash Test 01, per la neo-etichetta Blue Boys. La distribuzione è curata dalla Universal. Il titolo dell'album sintetizza la volontà di testare l'impatto del nuovo sound sia sugli ascoltatori di vecchia data sia sui possibili nuovi fan. La reinterpretazione ritrae alcune pale eoliche in un contesto extra-urbano. L'album contiene solamente 8 tracce, in quanto il progetto Crash Test prevede l'uscita di un secondo capitolo in seguito. Si ripresenta il dualismo linguistico con la convivenza di 5 tracce in inglese e 3 in italiano. Con questo lavoro i Bloom 06 ridimensionano il proprio impatto commerciale, dando vita a un genere eterogeneo, in cui risalta il connubio di strumenti tradizionali con synth e campionamenti. Emergono così influenze del proprio background musicale, spesso sacrificate in passato, quali la New wave e gli anni ottanta e novanta, su tutti i Depeche Mode. A tal proposito si avvalgono della collaborazione di amici musicisti, i quali permettono loro di ottenere suoni elettrici di quel periodo, fra cui il tipico basso dei The Cure. Si ispirano inoltre, per quanto concerne il panorama contemporaneo, all'Indie Pop internazionale e a band come Röyksopp e Goldfrapp. L'album presenta un ritmo serrato e una cassa imponente, nonostante prevalga l'aspetto melodico e internazionale. Un'altra differenza con i lavori precedenti consiste nella mancata manipolazione, tramite il massiccio impiego del vocoder, della voce di Jeffrey, fruibile al naturale. I testi riprendono la tecnica di stesura adottata in Europop, ovvero un linguaggio semplice e diretto, ma dall'interpretazione complessa e versatile. Il mastering è curato dall'ingegnere del suono Claudio Giussani negli studi Nautilus di Milano.
Alla pubblicazione dell'album seguono molteplici interviste radiofoniche, nel cui ambito si colloca la presenza al Motor Show di Bologna il 16 dicembre 2006, e qualche apparizione televisiva.

### Il secondo singolo
Il 26 gennaio 2007 inizia la rotazione radiofonica del secondo ed ultimo singolo estratto da Crash Test 01. Il gruppo decide di puntare stavolta su un pezzo in italiano e la scelta ricade su "Per sempre". La realizzazione del videoclip è compito del regista Francesco Fei, il quale chiede preventivamente lumi agli artisti circa il messaggio che il testo intende comunicare. Nasce così l'idea di incastonare una parte narrativa con l'esibizione del gruppo in un piccolo locale. Data la complessità della trama, le riprese, che hanno luogo ad Acqui Terme (AL), vengono suddivise in due giornate, il 24 e il 25 gennaio 2007. In merito alla scena del playback, le comparse che costituiscono il pubblico in sala vengono reclutate fra i fan maggiorenni, attraverso un annuncio del 20 gennaio 2007 sul forum ufficiale, nel quale si richiede un abbigliamento a tinte scure, in quanto trasposizione visiva della venatura malinconica del brano (il cosiddetto dark side che impregna l'intero album). La parte restante illustra invece la vicissitudini di una donna, in diversi momenti della sua esistenza, che, nell'affrontare le situazioni in cui si imbatte, è costantemente accompagnata dalla presenza silenziosa e impercettibile di un angelo custode, interpretato da una bambina. Agli occhi del regista, quest'ultima incarna ed evoca una parte intima delle persone, presente sin dall'infanzia, che, crescendo, è spesso messa a dura prova e talvolta tradita nelle situazioni difficili della vita. Il 9 marzo 2007 viene pubblicato il CD singolo, che, così come il precedente, contiene alcuni remix del brano.

### Il ritorno in studio
I Bloom 06 si concedono dunque una pausa in cui tirano le somme sulla prima fase di lancio del gruppo, annotando la costante permanenza del proprio profilo Myspace nelle prime 20 posizioni dei più cliccati d'Italia. Tornano quindi nuovamente in studio per la realizzazione del secondo capitolo di Crash Test. In questo contesto lavorano a un progetto parallelo che si concretizza, nell'estate del 2007, con i remix di Basta poco (Vasco Rossi) e Un kilo (Zucchero Fornaciari). Intanto, per mezzo di ripetute scremature fra i demo prodotti, si delinea progressivamente la tracklist di Crash Test 02, la cui uscita viene ripetutamente rimandata, finché l'11 marzo 2008, negli studi Exchange di Londra, avviene il mastering definitivo, ad opera di Mike Marsh.

### Le anteprime ed il web-voto
A partire dal febbraio 2008, i Bloom 06 sottopongono gradualmente al giudizio degli ascoltatori, tramite il noto portale Myspace, quattro anteprime di un minuto circa ciascuna: "Between the lines" e "Welcome to the zoo" (diventata sigla ufficiale de Lo Zoo di 105) in inglese, "Anche solo per un attimo" e "Un'altra come te" in italiano. In seguito indicono un sondaggio all'interno del forum ufficiale affinché sia lo stesso pubblico ad eleggere fra le preview il pezzo più adatto ad essere lanciato come singolo estivo. Dopo riflessioni che tengono conto di diversi fattori e su cui incide notevolmente l'esperienza maturata nella propria carriera, band e staff annesso optano per "Un'altra come te", la cui rotazione radiofonica ha inizio il 2 maggio 2008. Il brano è disponibile solo in formato digitale. Il 27 maggio inizia la rotazione televisiva dell'annesso videoclip, la cui regia viene affidata all'emergente Alessandro Rota. Sullo sfondo di una cava nei pressi di Torino, si alternano il playback del duo ed una parte narrativa che vede l'inseguimento di una ragazza da parte di KITT, l'automobile nera dotata di tecnologia futuristica protagonista della serie televisiva Supercar, cult degli anni ottanta. Il video è stato registrato anche in lingua inglese, per il mercato estero.

### Crash Test 02
Crash Test 02 esce nei negozi di dischi il 23 maggio 2008, distribuito stavolta dalla EDEL. Emerge un riavvicinamento della band alla musica dance, in accordo con la dichiarata volontà di rappresentare l'altra faccia della medaglia rispetto al primo lavoro, grazie a un sound più ballabile e diretto, che incarna idealmente il cosiddetto bright side. In quest'ottica si colloca il tema della copertina, della quale sono nuovamente protagonisti i generatori eolici, ma questa volta su uno sfondo sgombro da nubi. Nella tracklist dell'album persiste il dualismo linguistico con 7 canzoni in inglese e 3 in italiano. Sul piano musicale e canoro, spicca ancora l'influenza degli anni ottanta ed in particolare dei Depeche Mode, a cui si mescolano tratti stilistici moderni, captati da artisti come Daft Punk e Deadmau5, che caratterizzano gli episodi più movimentati. Si denota inoltre un minore impiego degli strumenti tradizionali, quali il basso elettrico e le chitarre, che avevano imperversato massivamente nel primo capitolo del gruppo, in favore di intrecci sonori puramente elettronici che si stagliano su ritmiche immediate, in merito alle quali si segnala la predominanza di una potente cassa in 4/4. Le liriche si presentano ancora criptiche, riconducibili in generale a tematiche talvolta attuali e controverse, quali la guerra o l'involuzione morale della società, talvolta intimiste e relazionali, attraversate, in taluni casi, da un filo di romanticismo.
Dal 10 giugno 2008 "Welcome to the zoo" viene utilizzata come sigla dello Zoo di 105, noto programma radiofonico della suddetta emittente.

### Di nuovo sul palco
Dopo una lunga assenza, nel mese di giugno 2008 i Bloom 06 tornano a suonare dal vivo in occasione alcuni Show Case promozionali durante i quali eseguono sia brani del nuovo corso sia le hit dei propri trascorsi negli Eiffel 65. Il tour comprende le seguenti tappe:
- 22 giugno 2008 - Milano - Old Fashion
- 5 luglio 2008 - Firenze - Central Park
- 6 luglio 2008 - Ostia - Corallo Beach

### Club Test 01
Soddisfatti gli impegni promozionali, il duo si concentra su un progetto parallelo destinato principalmente al mondo delle discoteche. Il primo episodio consiste in un EP intitolato Club Test 01 e distribuito in Italia a partire dal 28 novembre 2008. Il disco comprende riarrangiamenti in chiave dance di alcuni brani presenti nell'ultimo album e il remake di "Blue (Da Ba Dee)", prodotto in ricorrenza del decennale della hit che portò al successo gli Eiffel 65. Contestualmente viene caricato sul Myspace ufficiale, in esclusiva, un remix inedito di "Welcome to the zoo".
Nel frattempo il management del gruppo pianifica l'uscita sul mercato europeo di Crash Test 02, la cui pubblicazione avviene il 31 gennaio 2009 in Germania, Austria e Svizzera, con relativo lancio del singolo "Being not like you", versione inglese di "Un'altra come te".
Nel medesimo periodo hanno luogo le seguenti esibizioni dal vivo:
- 29 dicembre 2008 - Agnone - Palasport
- 31 dicembre 2008 - Pordenone - Piazza XX Settembre

### La collaborazione con Alexia e Club Test 02
Alcuni palchi condivisi hanno acceso la voglia di collaborare tra la band e Alexia. Nasce così "We is the power", versione inglese de "Il branco", brano contenuto in Alè. La traccia, il cui arrangiamento tra l'Electrorock e il Nu metal rimanda ad artisti come Evanescence e Linkin Park, viene inserita all'interno di Ale & c., pubblicato in occasione del Festival di Sanremo 2009, e successivamente lanciata come singolo il 12 giugno 2009. Il videoclip è stato girato durante il live di Alexia al Palaghiaccio di Chiasso, con gli stessi Bloom 06 in qualità di special guest.
L'uscita sul mercato di Club Test 02, che contiene gli inediti "Beats & sweat" e "Dancing on the moon", avviene il 3 luglio. La stessa "Beats & sweat" viene estratta come singolo in Germania, Austria e Svizzera sotto l'etichetta Jetset Records, assestandosi per diverse settimane fra le prime posizioni nella "Swiss Dance Chart".

### La collaborazione con Pandora
Durante alcune trattative inerenti alla distribuzione delle proprie produzioni nel Benelux con un'etichetta olandese, al gruppo viene proposta una collaborazione con Pandora per la produzione del brano "Kitchy Kitchy", originariamente scritto da autori americani per Jennifer Lopez.
Successivamente la band firma un contratto di licenza con la All Around the World, una delle maggiori etichette dance indipendenti inglesi, per il lancio e la distribuzione in Inghilterra della nuova versione di "Blue (Da Ba Dee)", portata al successo nel 1999 dagli Eiffel 65.

### Chiusura del progetto Bloom 06 e reunion degli Eiffel 65
Il 16 giugno 2010 Massimo Gabutti, patron della Bliss Corporation, annuncia la riunione degli Eiffel 65 per la produzione di tracce inedite per il futuro della band. Il progetto Bloom 06 viene pertanto temporaneamente abbandonato per poi essere definitivamente chiuso.

## Formazione
- Gianfranco Randone - voce, sequencer, batteria (2006 - 2010)
- Maurizio Lobina - DJ, tastiere, pianoforte, sintetizzatori, programmazione, seconda voce (2006 - 2010)

### Collaboratori
- Fabrizio Barale - chitarra (2006 - 2007)
- Fabio Martino - chitarra (2006 - 2008)
- Luca Lobina - campionamenti (2006 - 2008)
- Matteo Curallo - chitarra (2007 - 2010)
- Oliver V - basso, cori (2006 - 2010)

## Discografia

### Album in studio
- 2006 - Crash Test 01
- 2008 - Crash Test 02

### E.P.
- 2008 - Club Test 01
- 2009 - Club Test 02

### Singoli
- 2006 - In the City
- 2007 - Per sempre
- 2008 - Un'altra come te
- 2008 - Welcome to the Zoo
- 2009 - Being Not like You (Germania, Austria, Svizzera)
- 2009 - Beats & Sweat

### Remix
- 2007 - Vasco Rossi - Basta poco
- 2007 - Zucchero Fornaciari - Un kilo
- 2008 - Il Genio - Pop porno
- 2010 - Pandora - Kitchy kitchy

### Collaborazioni
- 2009 - Alexia - We Is the Power
- 2009 - Pandora - Kitchy kitchy